# Лопаре Село (Челић)
Лопаре Село је насељено мјесто у општини Челић, Босна и Херцеговина.

## Историја
До рата је ово насеље било у саставу општине Лопаре.

## Становништво
|             | 2013.      | 1991.          | 1981.          | 1971.        |
| Укупно      | 0 (0,000%) | 1 035 (100,0%) | 1 223 (100,0%) | 933 (100,0%) |
| Срби        | –          | 998 (96,43%)   | 1 192 (97,47%) | 923 (98,93%) |
| Југословени | –          | 18 (1,739%)    | 15 (1,226%)    | –            |
| Остали      | –          | 17 (1,643%)    | 6 (0,491%)     | 1 (0,107%)   |
| Бошњаци     | –          | 1 (0,097%)1    | 5 (0,409%)1    | 5 (0,536%)1  |
| Хрвати      | –          | 1 (0,097%)     | 3 (0,245%)     | 4 (0,429%)   |
| Македонци   | –          | –              | 2 (0,164%)     | –            |

1. 1 На пописима од 1971. до 1991. Бошњаци су пописивани углавном као Муслимани.